# Цвітківська селищна рада
Цвіткі́вська се́лищна ра́да — адміністративно-територіальна одиниця та орган місцевого самоврядування в Городищенському районі Черкаської області. Адміністративний центр — селище міського типу Цвіткове.

## Загальні відомості
- Населення ради: 1 265 осіб (станом на 1 січня 2014 року)

## Населені пункти
Селищній раді підпорядковані населені пункти:
- смт Цвіткове

## Склад ради
Рада складається з 16 депутатів та голови.
- Голова ради: Надич Микола Миколайович

### Керівний склад попередніх скликань
| Прізвище, ім'я, по батькові | Основні відомості                                                         | Дата обрання | Дата звільнення |
| --------------------------- | ------------------------------------------------------------------------- | ------------ | --------------- |
| Красіцька Ніна Петрівна     | Селищний голова, 1959 року народження, член Соціалістичної партії України | 26.03.2006   | 31.10.2010      |
| Надич Микола Миколайович    | Селищний голова, 1965 року народження, освіта середня загальна            | 31.10.2010   |                 |

Примітка: таблиця складена за даними сайту Верховної Ради України

### Депутати
За результатами місцевих виборів 2010 року депутатами ради стали:

#### За суб'єктами висування
| Суб'єкт висування            | Кількість обраних депутатів | %    |
| ---------------------------- | --------------------------- | ---- |
| Партія регіонів              | 9                           | 56,3 |
| Самовисування                | 5                           | 31,3 |
| Соціалістична партія України | 2                           | 12,5 |

#### За округами
| № округу                     | Прізвище, ім'я, по батькові     | Дата визнання обраним | Освіта  | Партійна приналежність | Відомості про обраного депутата                                  |
| ---------------------------- | ------------------------------- | --------------------- | ------- | ---------------------- | ---------------------------------------------------------------- |
| Партія регіонів              |                                 |                       |         |                        |                                                                  |
| 2                            | Придаток Світлана Миколаївна    | 04.11.2010            | вища    | позапартійна           | Калинівська загальноосвітня школа І-ІІІ ст., вчитель             |
| 4                            | Діхтяр Олена Миколаївна         | 04.11.2010            | середня | позапартійна           | ДС Цвітково, касир                                               |
| 5                            | Коваленко Дмитро Володимирович  | 04.11.2010            | вища    | позапартійний          | приватний підприємець                                            |
| 7                            | Перетятко Світлана Василівна    | 04.11.2010            | вища    | позапартійна           | ДНЗ «Сонечко», завідувачка                                       |
| 8                            | Гладка Світлана Анатоліївна     | 04.11.2010            | вища    | позапартійна           | Цвітківська загальноосвітня школа І-ІІІ ст., педагог-організатор |
| 10                           | Передерій Олег Русланович       | 04.11.2010            | середня | позапартійний          | КМС-129, механік ХДВ                                             |
| 12                           | Шевченко Вероніка Савівна       | 04.11.2010            | середня | позапартійна           | ОСББ, охоронець служби безпеки бізнесу                           |
| 13                           | Коваленко Ігор Володимирович    | 04.11.2010            | вища    | позапартійний          | приватний підприємець                                            |
| 14                           | Личак Наталія Сергіївна         | 04.11.2010            | вища    | позапартійна           | Цвітківська загальноосвітня школа І-ІІІ ст., вчитель             |
| Соціалістична партія України |                                 |                       |         |                        |                                                                  |
| 1                            | Нечипорренко Світлана Василівна | 04.11.2010            | середня | позапартійна           | Пожежна частина-8, розподілювач робіт                            |
| 9                            | Скуба Галина Михайлівна         | 04.11.2010            | вища    | позапартійна           | Цвітківська селищна рада, секретар селищної ради                 |
| Самовисування                |                                 |                       |         |                        |                                                                  |
| 3                            | Хлистун В'ячеслав Вікторович    | 04.11.2010            | вища    | позапартійний          | Пожежна частина-8, головний інженер                              |
| 6                            | Личак Петро Миколайович         | 10.01.2011            | середня | позапартійний          | пенсіонер                                                        |
| 11                           | Макуха Ірина Дмитрівна          | 04.11.2010            | середня | позапартійна           | Цвітківський СЦКД, директор                                      |
| 15                           | Гарагай Анатолій Володимирович  | 04.11.2010            | середня | позапартійний          | КВП ПЧ-1, налагоджувальник                                       |
| 16                           | Чорна Леся Олександрівна        | 04.11.2010            | середня | позапартійна           | ДНЗ «Сонечко», вихователь                                        |